# Бальде, Бобо
Дьянбобо́ (Бобо́) Бальде́ (фр. Dianbobo „Bobo“ Baldé; родился 5 октября 1975 года, Марсель, Франция) — франко-гвинейский футболист, защитник. Выступал в сборной Гвинеи.

## Клубная карьера

### Ранний этап карьеры
Бальде начал свою карьеру в 1995 году в «Марселе», где находился до 1997 года, но не сумев пробиться в основной состав, в сезоне 1997/98 был отдан в аренду в клуб второго дивизиона «Мюлуз», где отыграл всего один сезон. После вылета «Мюлуза» в Лигу 3 Бальде на правах аренды перешёл в клуб «Канн», где добился некоторых успехов, сыграв в 29 играх и забив 4 мяча Он покинул «Марсель», перейдя в клуб «Тулуза», с которым в сезоне 1999/00 вышел в Лигу 1. Всего в составе «Тулузы» провёл 52 игры и забил 1 мяч..

### «Селтик»
Бальде был приобретён «Селтиком» 21 июля 2001 года и почти сразу стал игроком основного состава. Бальде провёл в общей сложности 232 игры за клуб (в одной из них он вышел на замену) и забил 16 мячей.
Он дебютировал за клуб 8 сентября в домашнем матче против клуба «Данфермлин Атлетик», завершившимся со счётом 3-1 в пользу «Селтика». 4 игры спустя он забил свой первый мяч в составе клуба. Это произошло 20 октября 2001 года в домашнем матче против клуба «Данди Юнайтед». В общей сложности к концу сезона Бальде забил 6 мячей, причём один из них — в финале Кубка Шотландии в матче против «Рейнджерс», когда он выиграл мяч в верховой борьбе с Лоренцо Аморузо после удара Нила Леннона с расстояния в 6 ярдов. Мяч был забит на 50 минуте. «Селтик» в том матче уступил со счётом 2-3.
Свой первый гол в сезоне 2002/03 Бальде забил 1 сентября 2002 года в матче против «Ливингстона». Он сыграл за «Селтик» в первом в том сезоне дерби между «Селтиком» и «Рейнджерс», завершившееся со счётом 3-3. В конце сезона был выбран болельщиками «кельтов» игроком года. За него проголосовали 40 тысяч болельщиков. В своей благодарственной речи он поблагодарил своих товарищей по команде и тренера Мартина О’Нила. Также он стал лучшим игроком апреля. Сыграл за «Селтик» в 12 из 13 матчей в Кубке УЕФА. В том сезоне «кельты» дошли до финала турнира, в котором они играли против «Порту» на Олимпийском стадионе в Севилье. В финале Бальде покинул поле на 95 минуте матча, после того, как он получил вторую жёлтую карточку. «Селтик» проиграл тот матч со счётом 2-3. Хенрик Ларссон забил оба мяча «кельтов».
В сезоне 2003/04 Бальде забил свой первый мяч в матче против клуба «Данди» в пятом туре Шотландской премьер-лиги.В следующей игре Бальде получил красную карточку. За сезон Бальде получил 7 жёлтых и одну красную карточку. В том сезоне забил два мяча, причём оба в матчах против клуба «Данди». По окончании сезона Бальде добавил победы в Чемпионате и Кубке Шотландии к своему списку достижений.
Он подвергался расистским нападкам со стороны некоторых фанатов «Рейнджерс» во время дерби в декабре 2002 года, в марте 2003 года и в мае 2004 года. Фанат «Данди» был признан виновным в расизме после игры на стадионе «Денс Парк» в марте 2004 года. Одному бизнесмену запретили посещение домашних матчей «Килмарнока» после расистских высказываний в адрес Бальде из ложи для почётных гостей в октябре 2004, а в октябре 2001 года ему досталось от фанатов «Мотеруэлла».
Бальде начал сезон 2004/05 одной жёлтой карточкой в первых шести играх сезона и одним забитым мячом на 38 минуте матча Кубка Лиги против «Фалкирка», завершившегося победой «кельтов» со счётом 8-1. Первый сезон при новом тренере Гордоне Стракане начался с красной карточки в предсезонной игре против клуба «Лестер Сити», полученной Бальде за нарушение на 17-летнем Джеймсе Весоловском.
В первой игре второго квалификационного раунда Лиги чемпионов 2005/06 против словацкого клуба «Петржалка» «Селтик» на своём поле уступил со счётом 0-5. В гостевом матче «кельты» выиграли со счётом 4-0, но выбыли из дальнейшей борьбы за трофей. Бальде принял участие в обоих матчах.
В том сезоне он получил в общей сложности семь жёлтых карточек и забил один мяч. Также вместе с командой он завоевал Кубок лиги и стал чемпионом Шотландии. Позднее получил травму живота.
Бальде пропустил начало сезона 2006/07 из-за перенесенной операции, проведенной для устранения проблем, возникших с мышцей желудка. Он вернулся в основной состав в ноябре, но в День подарков (26 декабря) получил перелом ноги. Он получил травму в первом тайме матча против клуба «Данди Юнайтед», завершившегося со счетом 2-2. Он выбыл из строя на несколько месяцев.
В июле 2007 года, перед началом нового сезона Рой Кин, главный тренер «Сандерленда» выражал желание сделать предложение Бальде о переходе в его клуб. Кин предлагал за своего бывшего одноклубника полтора миллиона фунтов стерлингов. Бальде отказался рассмотреть это предложение.
В октябре 2007 года Бальде выразил желание покинуть клуб, так как он не попадал в основной состав.
Бальде провёл свой первый матч в сезоне 2007/08 26 декабря 2007 года, то есть почти через год после последнего матча. Итогом матча стала победа «кельтов» над клубом «Данди Юнайтед» со счётом 2-0. Этим матчем началась «сухая серия» «Селтика», продлившаяся почти пятнадцать месяцев. Бальде стал лучшим игроком матча.
Бальде был на скамейке запасных в матче против «Рейнджерс» 29 марта 2008 года. Попал в заявку на матч впервые после Рождества, когда он получил травму на Кубке африканских наций 2008. Вышел на поле несколькими днями позднее, заменив дисквалифицированного Гэри Колдуэлла. Этот матч стал для Бальде первым с декабря 2007 года. Селтик одержал победу над «Абердином» со счётом 1-0. Бальде был признан лучшим игроком матча. Йоргос Самарас забил единственный мяч в той игре.
В начале сезона 2008/09 было объявлено, что Бальде разрешат покинуть «Селтик» в качестве свободного агента при условии, что он сможет найти клуб, который удовлетворит его требования по размерам заработной платы.
В контрольных матчах, прошедших перед началом сезона 2008/09 Бальде провел на поле последние 13 минут матча против «Саутгемптона», последние 30 минут в матче против «Мидлсбро» в рамках Кубка Вызова, проводившегося в португальском Алгарве. Он провёл первый полный матч в сезоне во втором матче турнира против валлийского клуба «Кардифф Сити». Этот матч стал первым между командами за 81 год. Он также отыграл последние 22 минуты в товарищеском матче против «Порту», завершившегося со счётом 1-0 в пользу «Селтика». За свою карьеру в «Селтике» Бальде завоевал пять титулов чемпиона Шотландии, три Кубка Шотландии и два Кубка лиги, а также дошёл до финала Кубка УЕФА 2003 года.
Подводя итог своей долгой карьеры в «Селтике» Бальде сказал: «Селтик» был серьёзной вехой в моей карьере. Мы достигли Финала Кубка УЕФА, пять раз становились чемпионами лиги и выиграли несколько Кубков Шотландии и Кубков Лиги, было много хороших матчей в Лиге чемпионов, и я очень доволен опытом, который я получил, играя в таком фантастическом клубе".

### «Валансьен»
Бальде перешёл во французский клуб «Валансьен» 20 октября 2009 года. Бальде забил свой первый мяч в составе клуба в матче против «Ренна». Мяч стал победным: в том матче «Валансьен» переиграл своих соперников со счётом 3-0.

### «Арль-Авиньон»
11 января 2011 года Бальде разорвал контракт с клубом «Валансьен» и перешёл в «Арль-Авиньон», команду, вернувшуюся в Лигу 1 из второго французского дивизиона. Проведя за два сезона в «Арле» провёл 40 матчей, летом 2012 года завершил карьеру.

## В сборной
Бальде вызывался в состав сборной на отборочные игры Кубка африканских наций 2002. Он также принял участие в играх Кубка африканских наций 2004, где сборная Гвинеи уступила в четвертьфинале сборной Мали, и отборочных играх Чемпионата мира по футболу 2006.

## Достижения
Командные
«Тулуза»
- Дивизион 2: 1999/00 (3-е место)

«Селтик»
- Шотландская премьер-лига: 2001/02, 2003/04, 2005/06, 2006/07, 2007/08
- Кубок Шотландии: 2003/04, 2004/05, 2006/07
- Кубок Лиги: 2005/06, 2008/09
- Кубок УЕФА: 2002/03 (финалист)

Сборная Гвинеи
- Кубок Амилькара Кабрала: 2005

Личные
- Игрок года в «Селтике»: 2002/03
- Игрок месяца Шотландской премьер-лиги: апрель 2003